# Zamek w Haliczu

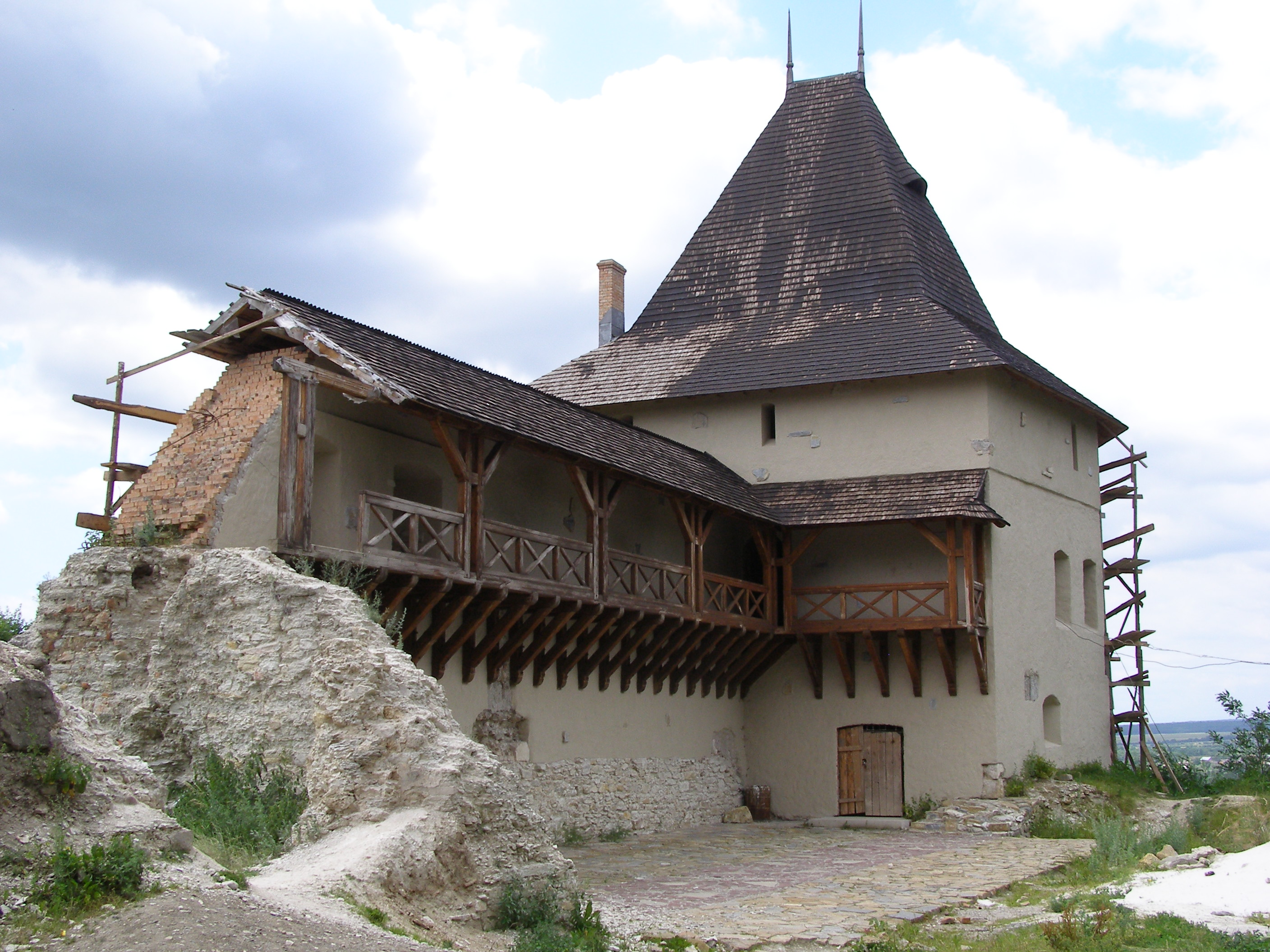
Zamek

Zamek w Haliczu – pierwszy zamek zbudował tu XIV w. król Polski Kazimierz Wielki dla ochrony rubieży Królestwa Polskiego po włączeniu do niego Rusi Halickiej. Obecne ruiny zamku starostów halickich górują na wzgórzu nad Haliczem.

## Historia
Zamek polecił zbudować w Haliczu król Kazimierz Wielki, co wzmiankuje Kronika katedralna krakowska z XIV wieku. W 1436 r. zamek został nadany mołdawskiemu hospodarowi Eliaszowi I (po złożeniu przysięgi wierności królowi Władysławowi III Warneńczykowi). W 1509 r. zamek wytrzymał oblężenie Mołdawian pod dowództwem hospodara Bohdana III Ślepego. W 1520 zamek został wyremontowany przez wojewodę ruskiego Otto Chodeckiego herbu Powała. Zamek spłonął pod koniec XVI wieku. Warownię zniszczyli Tatarzy w 1621 roku. Odbudowano ją w 1627 r. już jako obiekt murowany. W 1649 roku w trakcie Powstania Chmielnickiego zamek został zdobyty przez Kozaków. Pod władzę starostów królewskich zamek wrócił w 1658 r. i wkrótce rozpoczęto jego odbudowę pod kierunkiem oficera piechoty koronnej Franciszka Corazziniego z Awinionu, którą ukończono w 1661 r. Unowocześniono wtedy system obronny zamku poprzez budowę wałów i redut. Podczas wojny polsko-tureckiej załoga w 1676 roku poddała bez walki zamek Turkom, za co komendant zamku Łachowski został ścięty na rozkaz króla Jana III Sobieskiego. Turcy uszkodzili zamek i od tego czasu obiekt pozostaje w ruinie. Po zbudowaniu nowoczesnej twierdzy w Stanisławowie wartość strategiczna zamku w Haliczu znacznie spadła. Po I rozbiorze Polski w 1772 roku ruiny zamku wraz z okolicznymi ziemiami znalazły się w zaborze austriackim. Część murów rozebrano na rozkaz władz austriackich w 1796 r. Do czasów współczesnych dotrwały resztki szlacheckiej wieży oraz kaplicy św. Katarzyny.

## Architektura i wyposażenie
Do obwałowanej warowni, otoczonej głęboką fosą, można było wjechać przez trzy bramy. Zamek miał pięć baszt. Lustracja z 1627 r. tak opisuje obiekt: Zamek posiada murowaną bramę z piwnicą, w której są przechowywane księgi ziemskie i grodzkie; nad piwnicą jest sala albo izba nie posiadająca okien, przy niej izdebka, w której pracują pisarze. Przy bramie znajduje się dziewięć komór, w których szlachta i mieszczanie dla nieprzyjaciela rzeczy swe chowają. Budowla jest długa, w bok tego dziewięć komór; mała baszteczka, do której nowa budowla; baszta murowana i mur do kościoła, w którym jest ołtarz rzeźbiony z białego alabastru, w końcu baszta z drzewa; od rogu zamku do miasta na dół chodzenie pobite z dwoma basztami; przekop od południa. Wszystkie budowle z basztami, wymagają wielkiej i szybkiej naprawy. Wyposażenie: dwa działka spiżowe, dwa moździerze spiżowe; szesnaście hakownic, z których oddano tylko cztery, piąta bez łoża; baryła prochu, łańcuch żelazny.